# ユー・ベター・ユー・ベット
「ユー・ベター・ユー・ベット」（You Better You Bet）は、イギリスのロックバンド、ザ・フーの楽曲。作詞・作曲はピート・タウンゼント。1981年のアルバム『フェイス・ダンシズ』収録。シングルとしてもリリースされ、イギリスで9位、アメリカで18位を記録。

## 解説
1978年に死去したキース・ムーンの後任、ケニー・ジョーンズ加入後初となるザ・フーの作品。極めてキャッチーな曲であり、世界各国でヒットを記録した。歌詞の中にはT・レックスや、バンドの代表作『フーズ・ネクスト』も登場する。なおT・レックスは、1960年代後半、ザ・フーの前座を務めたこともある。タウンゼントはこの曲について、ジャッキー・ヴィッカーズという女性のために書いたことを自伝で明かしており、「その子が地球上でも最高の子の一人だったので、俺はこの曲がいい曲であってほしかったんだ」と語っている。ロジャー・ダルトリーもこの曲を「気に入っている」と語り、自ら「ボーカルの弾む感じがエルヴィスを思い出させる」と語っているが、ジョーンズのドラムについては「バンドの化学反応を台無しにしてしまった」と不満を漏らしている。タウンゼントはこの曲のレコーディングに、久々にリッケンバッカーの12弦ギターを使用した（但し、彼が1960年代にメインで使用していたものとは別のギターである）。また伴奏のキーボードには、ヤマハのエレクトーン「E-70」が使用された。
この曲にはプロモーションビデオも制作されている。映像はモノクロで、ジョーンズの加入と共にバンドのサポートメンバーになったジョン・“ラビット”・バンドリックの姿も見える。 この映像は、当時発足されたばかりのMTVで最初に流されたものの一つである。また、この曲のデモ・バージョンが、タウンゼントのソロ・コンピレーションアルバム『アナザー・スクープ』（1987年）に収録されている。
この曲は、1981年1月25日にバンドのイギリス・ツアーの初日に初演されて以降、ザ・フーのコンサートでの定番曲となっている。

## 評価
「ユー・ベター・ユー・ベット」は、アルバム『フェイス・ダンシズ』に先立ち、「クワイエット・ワン」（ジョン・エントウィッスル作）をB面にシングル・リリースされた。イギリスでは9位となり、1976年の「恋のピンチ・ヒッター」（再発版）以来となるトップ10入りを果たした。2024年現在、バンドのシングルがイギリスで10位以内にランクインしたのはこの曲が最後である。アメリカのBillboard Hot 100では18位だったが、同Mainstream Rockでは5週連続1位を記録した。
ローリングストーン誌は、この曲をバンドのベストソングの32位にランク付けし、「タフで的を射たこの曲は、タウンゼントのパンクロックへの熱意が彼の作曲に力を与えていることを反映している」と評した。オールミュージックのMike DeGagneは、「『フェイス・ダンス』の中では最も力強い曲と言えるだろう」「ザ・フーのシンセサイザーの使い方は、80年代初頭の流行にぴったりで、頭韻を踏んだコーラスと皮肉やウィットの巧みな使い方が歌詞に活力を与えている」と評した。

## 演奏メンバー
ザ・フー
- ロジャー・ダルトリー - リードボーカル
- ピート・タウンゼント - エレクトリックギター、キーボード、バッキングボーカル
- ジョン・エントウィッスル - ベース、バッキングボーカル
- ケニー・ジョーンズ - ドラムス

ゲストミュージシャン
- ジョン・“ラビット”・バンドリック - キーボード

## チャート成績
| チャート (1981年)                               | 最高位 |
| ----------------------------------------------- | ------ |
| オーストラリア (ケント・ミュージック・レポート) | 21     |
| ベルギー (Ultratop 50 Flanders)                 | 9      |
| カナダ トップシングルス (RPM)                   | 4      |
| フランス (IFOP)                                 | 61     |
| アイルランド (IRMA)                             | 10     |
| オランダ (Dutch Top 40)                         | 9      |
| オランダ (Single Top 100)                       | 12     |
| ニュージーランド (Recorded Music NZ)            | 23     |
| 全英シングルチャート                            | 9      |
| US (Billboard Hot 100)                          | 18     |
| US (Mainstream Rock)                            | 1      |
| US Cash Box Top 100                             | 15     |

| チャート (1981年)                       | 順位 |
| --------------------------------------- | ---- |
| ベルギー (ウルトラトップ・フランデレン) | 68   |
| オランダ (Dutch Top 40)                 | 72   |
| オランダ (Single Top 100)               | 85   |